# Parcels (группа)
Parcels — австралийская электропоп группа, основанная в 2014 году в Байрон-Бей. Сейчас базируется в Берлине (Германия). В состав группы входят клавишник Луи Суэйн (Louie Swain), клавишник/гитарист Патрик Хетерингтон (Patrick Hetherington), басист Ноа Хилл (Noah Hill), барабанщик Анатоль Серрет (Anatole Serret) и гитарист Жюль Кроммелин (Jules Crommelin).
Группа подписала контракт с французским лейблом Kitsuné, а также сотрудничала с Daft Punk при создании песни Overnight (2017).
В 2018 году Parcels выпустили одноименный дебютный альбом с синглами Tieduprightnow, Bemyself, Lightenup и Withorwithoutyou. Сами же Parcels описывают себя как «смесь электро-попа и диско-соула».